# Мозырь
Мо́зырь (бел. Мазы́р) — город в Гомельской области Республики Беларусь. Административный центр Мозырского района. Численность населения — 104 517 человека (на 1 января 2025 года).
Расположен на холмистой местности в пределах Мозырской гряды. Город находится в 133 км западнее Гомеля и в 285 км юго-восточнее Минска, в 9 км располагается город Калинковичи.
На территории населённого пункта размещается крупнейший в Беларуси порт Пхов на реке Припяти. Площадь Мозыря — 4 418 га.
Архитектурно-планировочная система города обусловлена сложным рельефом (река Припять, множество яров). Культурный, политический, исторический центр Мозыря — площадь Ленина — находится на берегу Припяти. Вдоль реки проходит Советская улица, перпендикулярно которой по руслам и склонам оврагов вглубь города поднимаются другие улицы.

## Этимология
Зачастую название города объясняют из этнонима мазуры, но название Мозырь появилось значительно раньше, чем этноним. Это противоречие снимает объяснение названия от финно-угорского термина мосар — «болото; болотистая низина, заросшая травой, кустами». Ср. в словаре Даля: Мозырь, что пузырь: кругом вода, а в середине беда.
Название города также может быть связано с тюркско-иранскими словами мозра — поселок, хутор, выселки; мозор, мазар — могила, холм; можары — местность с холмами, возвышенностями, что соответствует очень расчленённому рельефу Мозыря и его окрестностей.

## Геральдика
Герб и созданный в наши дни флаг в качестве официального символа города Мозыря были утверждены решением XII сессии городского Совета депутатов от 27 марта 2001 года № 58. Зарегистрированы в Гербовом матрикуле Республики Беларусь 18 мая 2001 года № 61.

## История

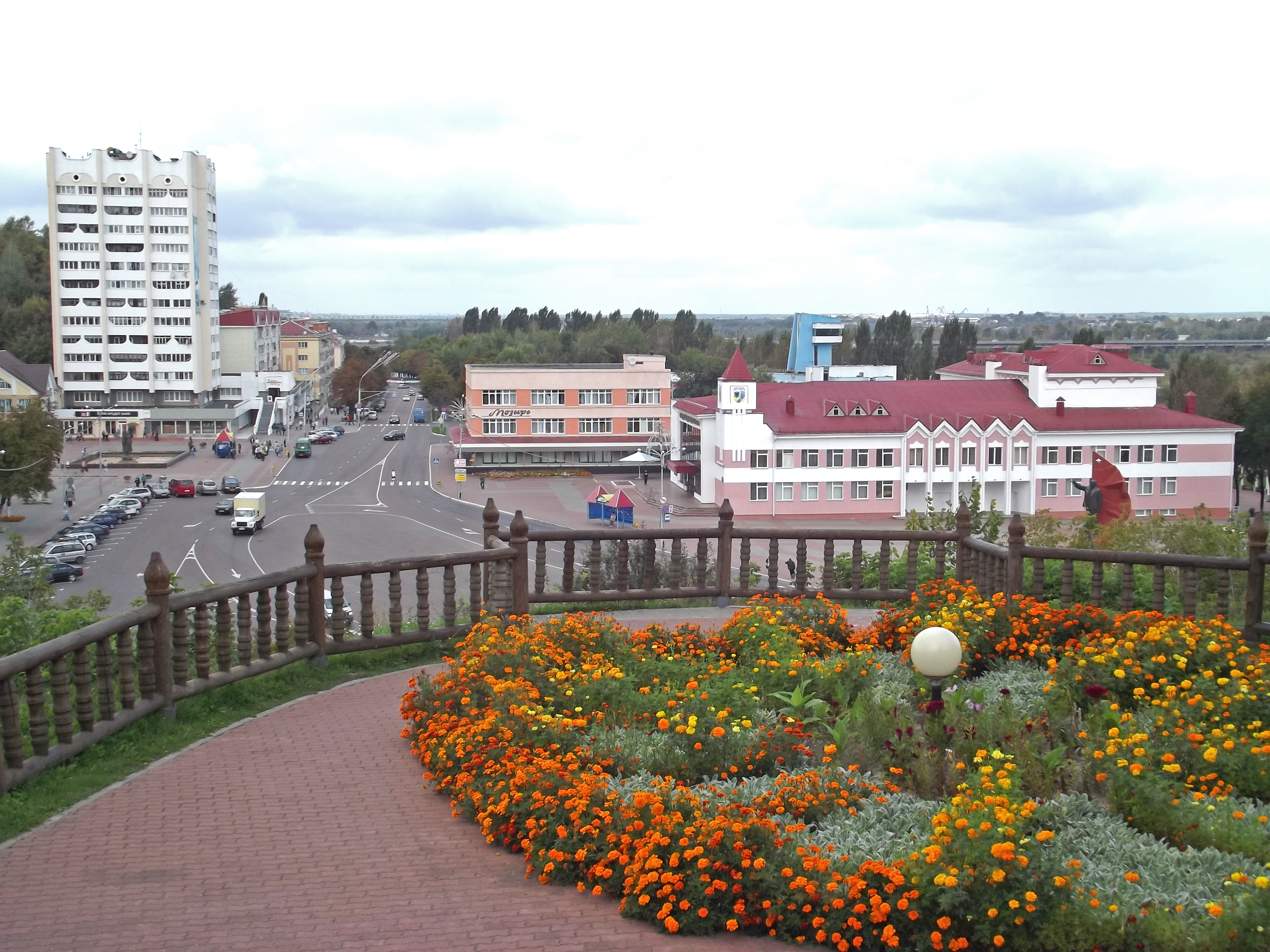
Вид на центр города

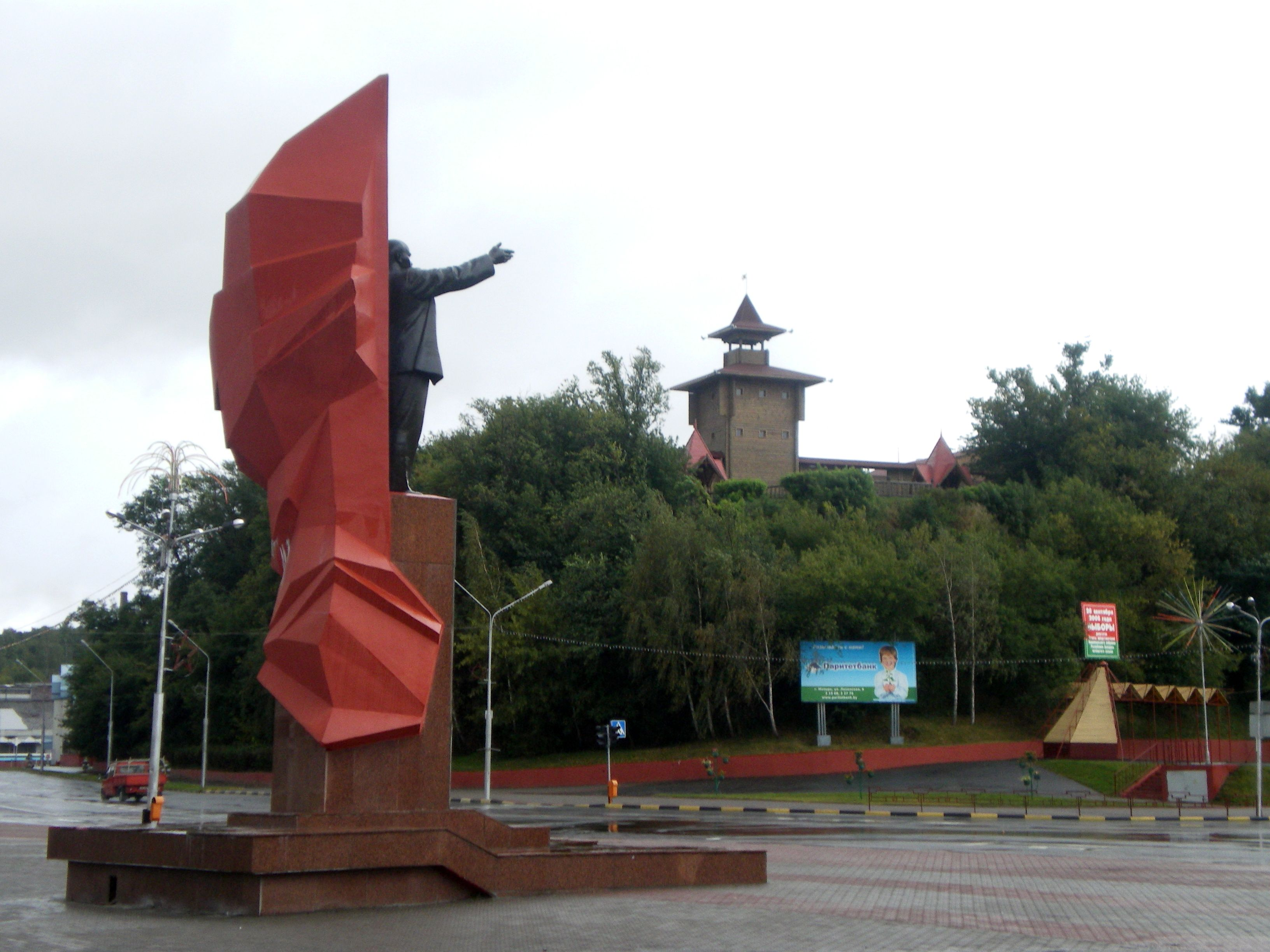
Памятник В. И. Ленину

Мозырь — один из старейших городов Беларуси. В письменных источниках впервые упоминается в Киевской летописи в 1155 году, когда киевский князь Юрий Долгорукий передал его новгород-северскому князю Святославу Ольговичу. Входил в состав Киевского (до 1161), Черниговского и Туровского княжеств (с 1161). В 1240—41 годах Мозырь разорили татары.
С середины XIV века в составе Великого княжества Литовского, с 1569 года — Речи Посполитой. С 1566 года — центр Мозырского повета (уезда) Киевского воеводства (а с 1569 года — Минского воеводства). В 1577 году Мозырь получил магдебургское право. Привилей Мозыря находится в Национальном историческом архиве Беларуси.
В результате пожара в начале XVII века Мозырский замок и часть города сгорели. В связи с этим в 1609—1613 гг. были приняты постановления, согласно которым жителям приказывалось отстроить заново замок и городские площади. Раз за разом мозыряне поднимались против шляхты и администрации Речи Посполитой, в частности во время Мозырского восстания 1615 года. В 1648 году мозырская земля примкнула к восстанию Хмельницкого. После повторного занятия Мозыря в 1649 году литовское войско под предводительством гетмана Януша Радзивилла устроило в городе, ровно как и в Турове, Речице, Бобруйске и Пинске массовую резню населения.
Мозырь получил статус города в 1756 году. После второго раздела Речи Посполитой (1793 год) Мозырь вошёл в состав Российской империи, став центром Мозырского уезда Минской губернии. В 1916—1917 годах в Мозыре размещался штаб речной флотилии особого назначения, боевые катера которой контролировали бассейн Припяти и препятствовали продвижению германских войск вглубь территории Российской империи.
В декабре 1917 года в Мозыре была установлена Советская власть. С февраля по декабрь 1918 года город был занят германскими войсками. С декабря 1918 года по март 1920 года город входил в состав Украинской народной республики, являясь губернским центром Полесского округа. С 5 марта по 29 июня 1920 года Мозырь был на короткое время занят польскими войсками.
С 1924 года Мозырь — районный центр. В 1926—1930, 1935—1938 годах Мозырь — центр Мозырского округа Белорусской ССР, с 1938 года по 1954 год — центр Полесской области Белорусской ССР.
В 1954 году Мозырь и Мозырский район вошли в состав Гомельской области.

### Во время Великой Отечественной войны
В Великую Отечественную войну Мозырь был оккупирован германскими войсками с 22 августа 1941 года по 14 января 1944 года. Освобождён в ходе Калинковичско-Мозырской операции войсками 61 армии Белорусского фронта под командованием К. К. Рокоссовского. В освобождении города участвовала Мозырская партизанская бригада, которую возглавлял Александр Лукич Жильский.
Приказом Верховного Главнокомандующего присвоено почетное наименование «Мозырских»:
- 55 стрелковой дивизии;
- 415 стрелковой дивизии;
- 3 гвардейской кавалерийской дивизии;
- 4 гвардейской кавалерийской дивизии;
- 14 гвардейской кавалерийской дивизии;
- 15 гвардейской кавалерийской дивизии;
- 17 гвардейской кавалерийской дивизии;
- 1816 самоходному артиллерийскому полку;
- 6 артиллерийской дивизии прорыва;
- 145 гвардейскому истребительно-противотанковому артиллерийскому полку;
- 6 гвардейскому миномётному полку;
- 7 гвардейскому миномётному полку;
- 810 отдельному разведывательному артиллерийскому дивизиону;
- 20 отдельному огнеметному батальону;
- 344 инженерному батальону;
- 234 истребительной авиационной дивизии;
- 79 гвардейскому штурмовому авиационному полку ;
- 519 истребительному авиационному полку.

Евреи, составлявшие до войны 36,09 % от общей численности жителей Мозыря, почти все были убиты нацистами в Мозырском гетто.
С приходом оккупантов бургомистром Мозыря был назначен Василий Иванович Крицкий, один из руководителей антинацистского подполья. Крицкий и союзники, занявшие должности в городской управе, были арестованы в августе 1942 года и расстреляны.

### В составе Республики Беларусь
30 августа 2007 года Мозырский район и город Мозырь объединены в одну административно-территориальную единицу — Мозырский район с административным центром город Мозырь.
10 июня 2019 года Мозырь принял эстафету огня II Европейских игр.
За высокие показатели, достигнутые в ходе проведения в 2021 году республиканского смотра санитарного состояния и благоустройства населённых пунктов Республики Беларусь, Мозырь признан победителем (город с населением более 50 тысяч человек) вместе с Бобруйском.
За высокие показатели, достигнутые в ходе проведения в 2022 году республиканского смотра санитарного состояния и благоустройства населённых пунктов Беларуси, Мозырь вновь признан победителем (город с населением более 50 тысяч человек) вместе с Бобруйском.
В 2024 году Мозырь отмечает 869-летие, Мозырский район — 100-летие.

## Климат
Самый холодный период по температуре воздуха в Мозыре наступает примерно 19-24 января, самый тёплый: 3-8 августа.
| Показатель                    | Янв. | Фев. | Март | Апр. | Май  | Июнь | Июль | Авг. | Сен. | Окт. | Нояб. | Дек. | Год  |
| ----------------------------- | ---- | ---- | ---- | ---- | ---- | ---- | ---- | ---- | ---- | ---- | ----- | ---- | ---- |
| Средний суточный максимум, °C | −1,7 | −0,7 | +4,7 | 14,0 | 20,6 | 23,0 | 25,0 | 24,1 | 18,3 | 11,5 | +3,7  | −0,8 | 11,8 |
| Средняя температура, °C       | −4,3 | −3,9 | 0,8  | 8,2  | 14,4 | 17,3 | 19,3 | 18,1 | 12,9 | 7,1  | 1,0   | −3,2 | 7,3  |
| Средний суточный минимум, °C  | −6,8 | −7   | −2,8 | 2,8  | 8,3  | 11,9 | 13,8 | 12,6 | 8,1  | 3,4  | −1,4  | −5,5 | 3,1  |
| Норма осадков, мм             | 41   | 38   | 42   | 43   | 59   | 87   | 102  | 64   | 60   | 52   | 49    | 47   | 684  |
| Источник: Погода и климат     |      |      |      |      |      |      |      |      |      |      |       |      |      |

| Показатель                | Янв. | Фев. | Март | Апр. | Май  | Июнь | Июль | Авг. | Сен. | Окт. | Нояб. | Дек. | Год |
| ------------------------- | ---- | ---- | ---- | ---- | ---- | ---- | ---- | ---- | ---- | ---- | ----- | ---- | --- |
| Средняя температура, °C   | −4,2 | −2,4 | 2,5  | 9,3  | 15,4 | 19,6 | 20,8 | 19,8 | 14,5 | 8,2  | 3,0   | −1,2 | 9,0 |
| Норма осадков, мм         | 56   | 41   | 45   | 33   | 73   | 62   | 92   | 66   | 35   | 55   | 42    | 58   | 650 |
| Источник: Погода и климат |      |      |      |      |      |      |      |      |      |      |       |      |     |

## Демография
Численность населения — 104 517 человек (на 1 января 2025 года). Численность населения — 105 152 человек (на 1 января 2024 года).
| Численность населения с 1897 года                                                                                              |
| График не отображается по техническим причинам. Чтобы исправить это, воспроизведите график в новом формате, если это возможно. |

| Год            | 1897 | 1939    | 1959    | 1970    | 1979    | 1989     | 2006     | 2017     | 2019     | 2020     | 2021     | 2022     | 2023     | 2024     | 2025     |
| -------------- | ---- | ------- | ------- | ------- | ------- | -------- | -------- | -------- | -------- | -------- | -------- | -------- | -------- | -------- | -------- |
| Население чел. | 8100 | ▲17 477 | ▲26 426 | ▲48 803 | ▲73 463 | ▲100 254 | ▲108 678 | ▲111 801 | ▼105 615 | ▲105 690 | ▼105 439 | ▼104 967 | ▲105 321 | ▼105 152 | ▼104 517 |

| Национальный состав по переписи 2009 года | Национальный состав по переписи 2009 года | Национальный состав по переписи 2009 года | Национальный состав по переписи 2009 года | Национальный состав по переписи 2009 года | Национальный состав по переписи 2009 года | Национальный состав по переписи 2009 года | Национальный состав по переписи 2009 года | Национальный состав по переписи 2009 года | Национальный состав по переписи 2009 года | Национальный состав по переписи 2009 года |
| Всего (2009)                              | белорусы                                  | белорусы                                  | русские                                   | русские                                   | украинцы                                  | украинцы                                  | евреи                                     | евреи                                     | поляки                                    | поляки                                    |
| ----------------------------------------- | ----------------------------------------- | ----------------------------------------- | ----------------------------------------- | ----------------------------------------- | ----------------------------------------- | ----------------------------------------- | ----------------------------------------- | ----------------------------------------- | ----------------------------------------- | ----------------------------------------- |
| 108 792                                   | 97 395                                    | 89,52 %                                   | 7197                                      | 6,62 %                                    | 2147                                      | 1,97 %                                    | 167                                       | 0,15 %                                    | 156                                       | 0,14 %                                    |
| 108 792                                   | цыгане                                    | цыгане                                    | татары                                    | татары                                    | молдаване                                 | молдаване                                 | армяне                                    | армяне                                    | азербайджанцы                             | азербайджанцы                             |
| 108 792                                   | 93                                        | 0,09 %                                    | 61                                        | 0,06 %                                    | 50                                        | 0,05 %                                    | 42                                        | 0,04 %                                    | 38                                        | 0,03 %                                    |
| 108 792                                   | литовцы                                   | литовцы                                   | немцы                                     | немцы                                     | грузины                                   | грузины                                   | туркмены                                  | туркмены                                  | казахи                                    | казахи                                    |
| 108 792                                   | 28                                        | 0,03 %                                    | 27                                        | 0,02 %                                    | 20                                        | 0,02 %                                    | 19                                        | 0,02 %                                    | 18                                        | 0,02 %                                    |

По данным переписи 1939 года, в Мозыре проживало 8349 белорусов (47,8 %), 6307 евреев (36,1 %), 1671 русских (9,6 %), 602 украинца (3,4 %), 385 поляков (2,2 %).
В 2017 году в Мозыре родилось 1320 и умерло 1136 человек. Коэффициент рождаемости — 11,8 на 1000 человек (средний показатель по району — 12,3, по Гомельской области — 11,3, по Беларуси — 10,8), коэффициент смертности — 10,2 на 1000 человек (средний показатель по району — 10,8, по Гомельской области — 13, по Беларуси — 12,6). По уровню рождаемости в 2017 году город занял 7-е место среди 23 городов страны с населением более 50 тысяч человек, по уровню смертности разделил 12-14-е места с Витебском и Новополоцком, по уровню естественного прироста/убыли населения (+1,6) занял 7-е место.

## Экономика

### Промышленность
В городе действуют предприятия нефтеперерабатывающей, химической и нефтехимической отраслей, а также машиностроительной, деревообрабатывающей и пищевой промышленности.
- Акционерное общество «Мозырский нефтеперерабатывающий завод» производит автомобильный бензин, дизельное топливо, мазут, битум, парафин, серу, серную кислоту. Работает предприятие как на российской, так и на белорусской нефти.
- ОАО «Мозырьсоль»[37] :

Более 22 млрд тонн составляют в республике разведанные запасы каменной соли (в том числе Мозырское месторождение каменной соли — 600 млн тонн). На базе Мозырского месторождения создано крупнейшее в стране производство — ОАО «Мозырьсоль», выпускающее пищевую соль (без добавок, йодированную, фторированную, йодированно-фторированную, профилактическую).
- Мозырский машиностроительный завод (входит в холдинг МТЗ).
- Кабельный завод «Беларускабель».
- Завод «Мозырьсельмаш» (производитель отопительного оборудования).
- Филиал ОАО «Гомельэнерго» Мозырская ТЭЦ и нефтепровод «Дружба».
- Разнообразную печатную продукцию выпускает Мозырская укрупнённая типография «Колор».
- Деревообрабатывающее объединение «Мозырьдрев». В 2014 г. запущен Мозырский деревообрабатывающий комбинат по производству древесных плит.
- ОАО «Мозырский спиртоводочный завод» (ранее — завод кормовых дрожжей и комбинат «Этанол») (входит в холдинг «МИНСК КРИСТАЛЛ ГРУПП»).
- Мозырский пивоваренный завод основанный в 1885 году, выпускает сбитень, медовуху, квас и другие безалкогольные напитки.
- ГП «Мозырские молочные продукты» выпускает различные молочные продукты от молока до мороженного.
- Мозырский хлебзавод (филиал ОАО «Гомельхлебпром») выпускает хлебобулочные и различные кондитерские изделия.
- В 1944 году была образована швейная мастерская, позже фабрика, а ныне — ОАО «Мозырская швейная фабрика „Надэкс“». Существовала трикотажная фирма «Славянка», выпускающая детские одежду, но была закрыта в 2011 году по причине банкротства.

За 2014 год промышленными организациями района произведено продукции (работ, услуг) в фактических ценах на сумму 7,2 триллионов рублей, произведено потребительских товаров на сумму 462,2 млрд рублей.

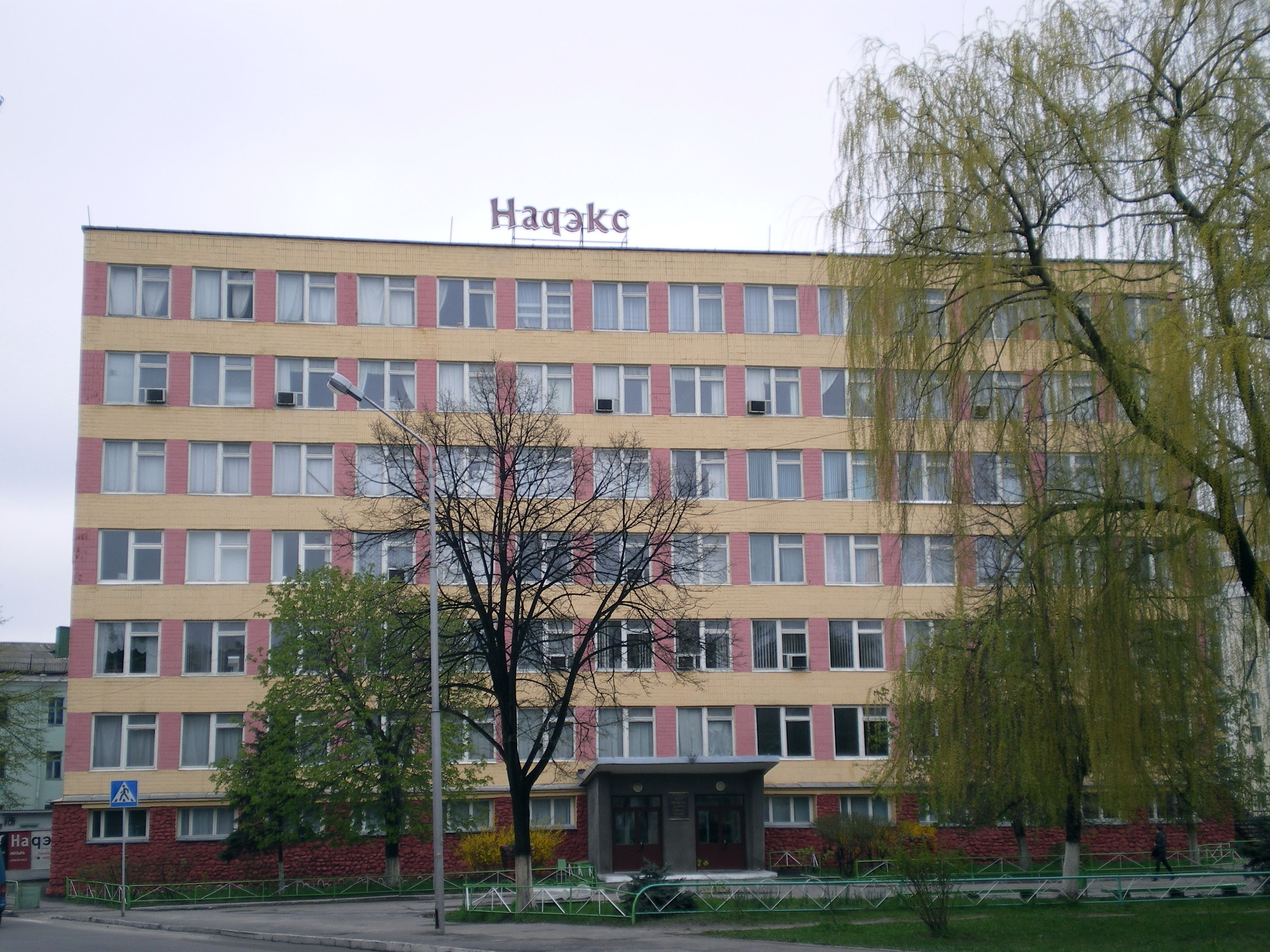
Фабрика «Надэкс»
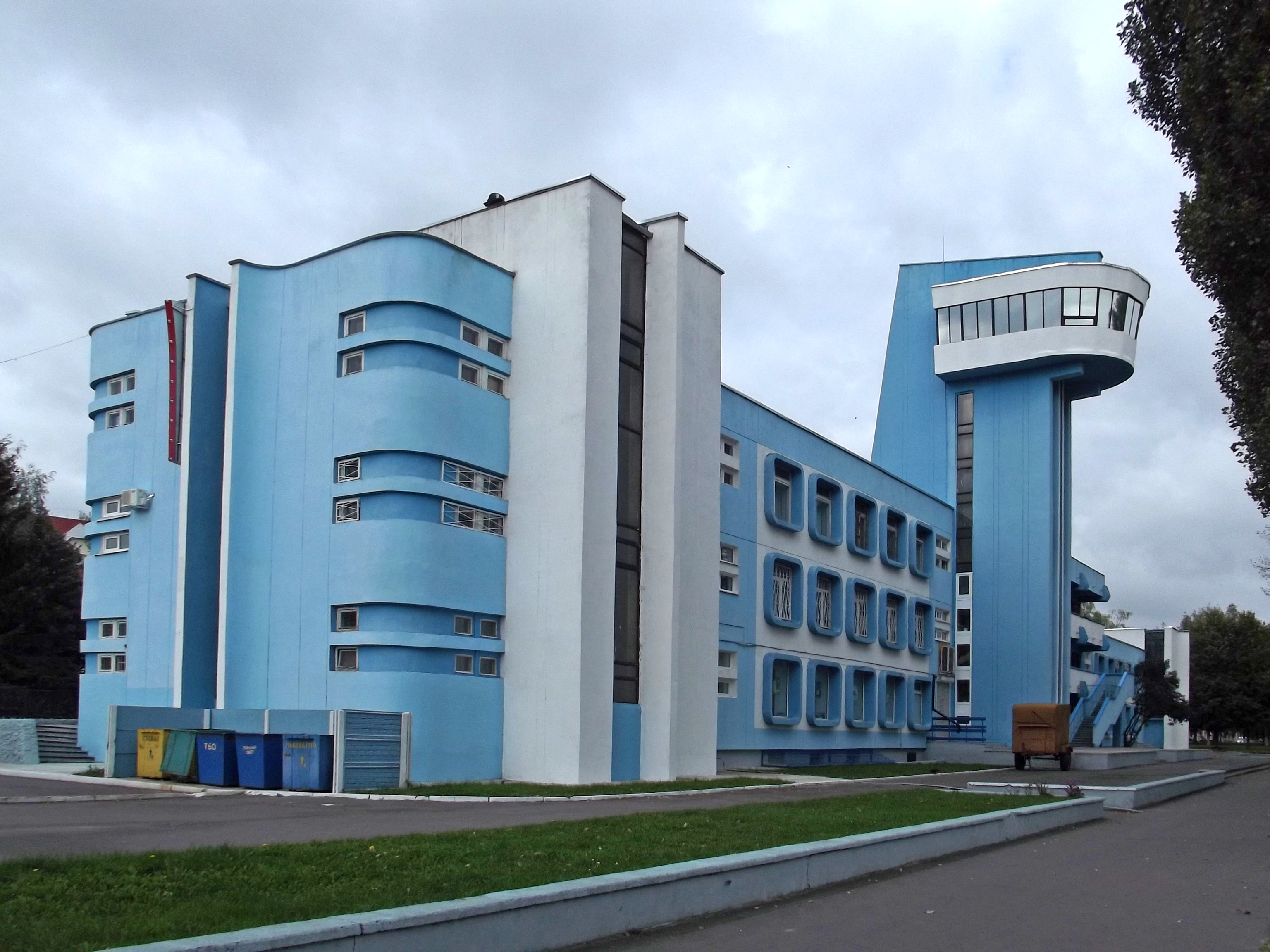
Речное пароходство
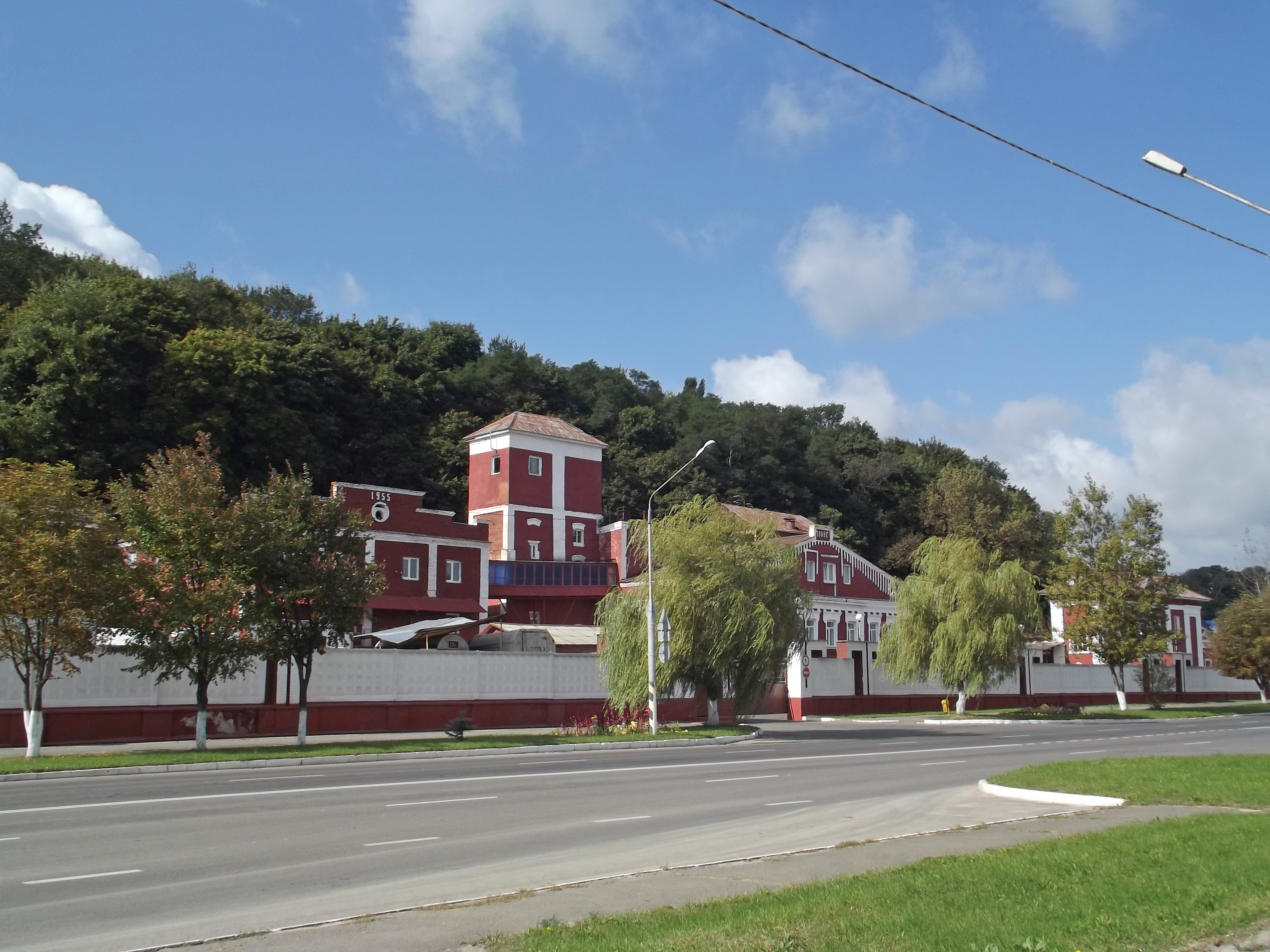
Пивзавод

### Сельское хозяйство[39]
На территории Мозырского района функционируют следующие сельскохозяйственные предприятия:
- ЗАО «Партнер и К».
- ГП «Совхоз-комбинат „Заря“».
- КСУП «Козенки-Агро».
- КСУП «Осовец».
- ГСХУ «Мозырская сортоиспытательная станция».
- КСУП «Мозырская овощная фабрика».
- КСУП «Экспериментальная база „Криничная“».

## Органы власти
Представительным органом власти является Мозырский районный Совет депутатов. Он состоит из 40 человек и избирается жителями по одномандатным округам. Срок полномочий 4 года.
Исполнительным и распорядительным органом власти является Мозырский районный исполнительный комитет.

## Транспорт
В городе, помимо автобусов, есть трамвайное сообщение. Длина линии — более 20 километров. Действует один маршрут.
Речной транспорт не развит, хотя порт «Пхов» является крупнейшим в стране. Имеется аэропорт, из которого в 1980-е годы выполнялись рейсы по местным и внутриреспубликанским направлениям. В настоящее время здание используется «Беллесавиа» Гомельского отряда МЧС.
В городе расположены железнодорожные станции Мозырь-Северный (до 2024 года именовалась «Мозырь», расположена на северо-западной окраине города) и Мозырь (до 2024 года «Козенки», расположена на западной окраине города, северной окраине аг. Козенки).

## Гостиницы
- Припять
- Эллада
- Динамо
- Мини-отель Евро
- Guest House

## Образование
В Мозыре действуют:

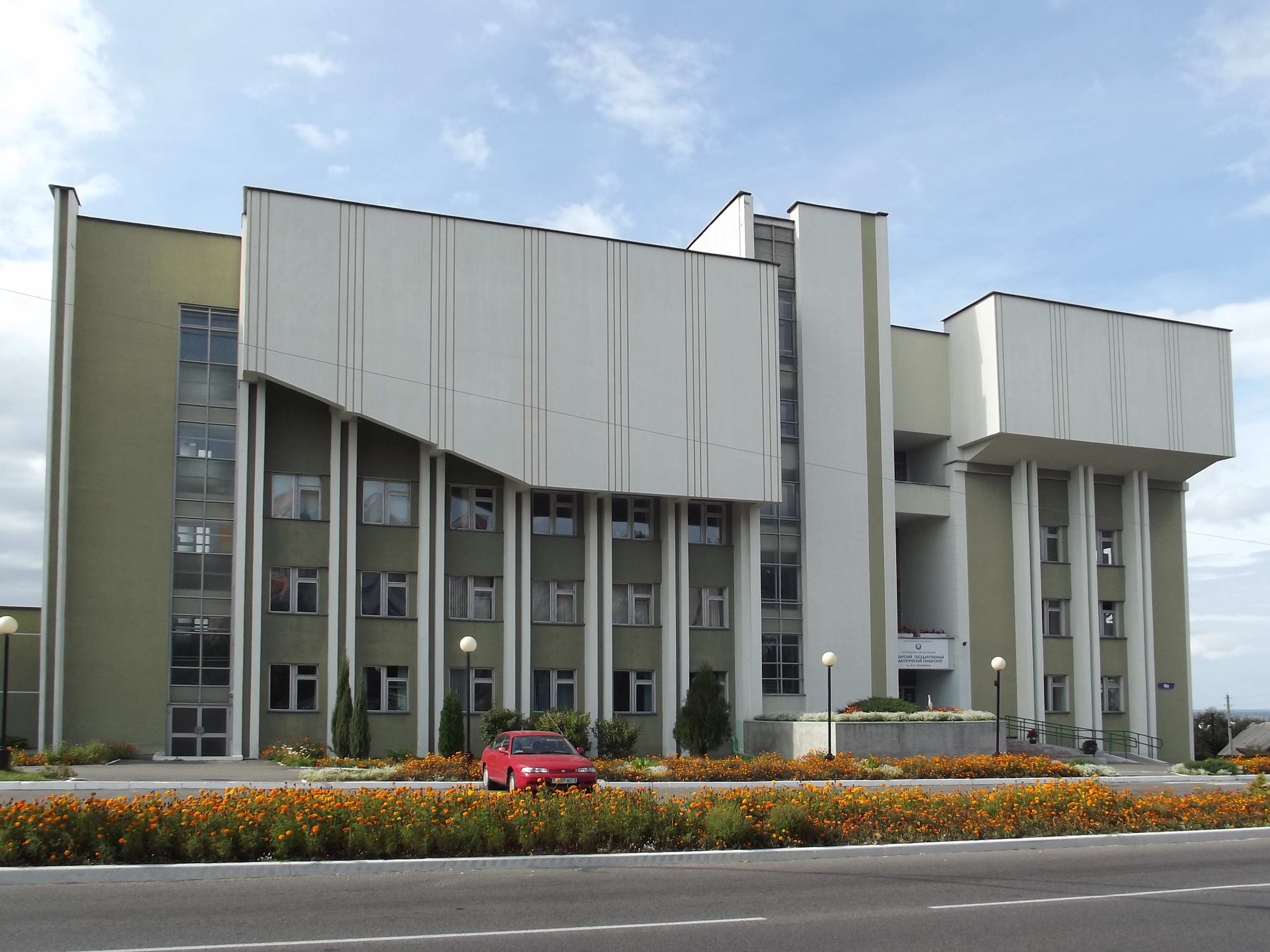
Педагогический университет

- Мозырский государственный педагогический университет имени И. П. Шамякина
- Мозырский государственный политехнический колледж
- Мозырский государственный медицинский колледж
- Мозырский государственный музыкальный колледж
- 35 детских дошкольных учреждений (1 из них ДЦРР); один в стадии строительства
- 3 музыкальные школы
- Художественная школа
- Учреждение образования «Мозырский государственный областной лицей»
- Филиал учреждения образования «Гомельское государственное училище олимпийского резерва»
- Учреждение образования «Мозырский государственный колледж геологии»
- Учреждение образования «Мозырский государственный колледж строителей»
- Учреждение образования «Мозырский государственный профессиональный лицей № 2 строителей»
- 16 общеобразовательных школ
- Гимназия имени Янки Купалы

## Религия
Во время унии православные всячески отстаивали свою самостоятельность и по грамоте 10 декабря 1597 г. местное православное духовенство было освобождено от влияния старост и других светских властей. Большинство населения составляют православные. С 1992 года является центром Туровской епархии.

## Культура
В Мозыре располагаются:
- Дворцы культуры:
  - Дворец культуры ОАО «Мозырский нефтеперерабатывающий завод»
  - Дворец культуры «Строитель-1958»
  - Мозырский городской дворец культуры
- Районная централизованная библиотечная система (Центральная библиотека имени А. С. Пушкина, 8 городских взрослых библиотек, 1 городская детская библиотека, 19 сельских библиотек)
- Кинотеатр «Мир»
- Мозырский драматический театр имени Ивана Мележа

### Музеи
- Государственное учреждение культуры «Мозырский объединённый краеведческий музей»[42]:
  - Выставочный зал[43]
  - Галерея творчества В. А. Минейко[44]
  - Исторический центр «Мозырский замок»[45]
  - Краеведческий музей[46]
  - Музей народной культуры Мозырщины «Палеская веда»[47]
  - Музей-мастерская художника-керамиста Н. Н. Пушкаря[48]
- Музей утюга[49]

Мозырский драматический театр имени Ивана Мележа
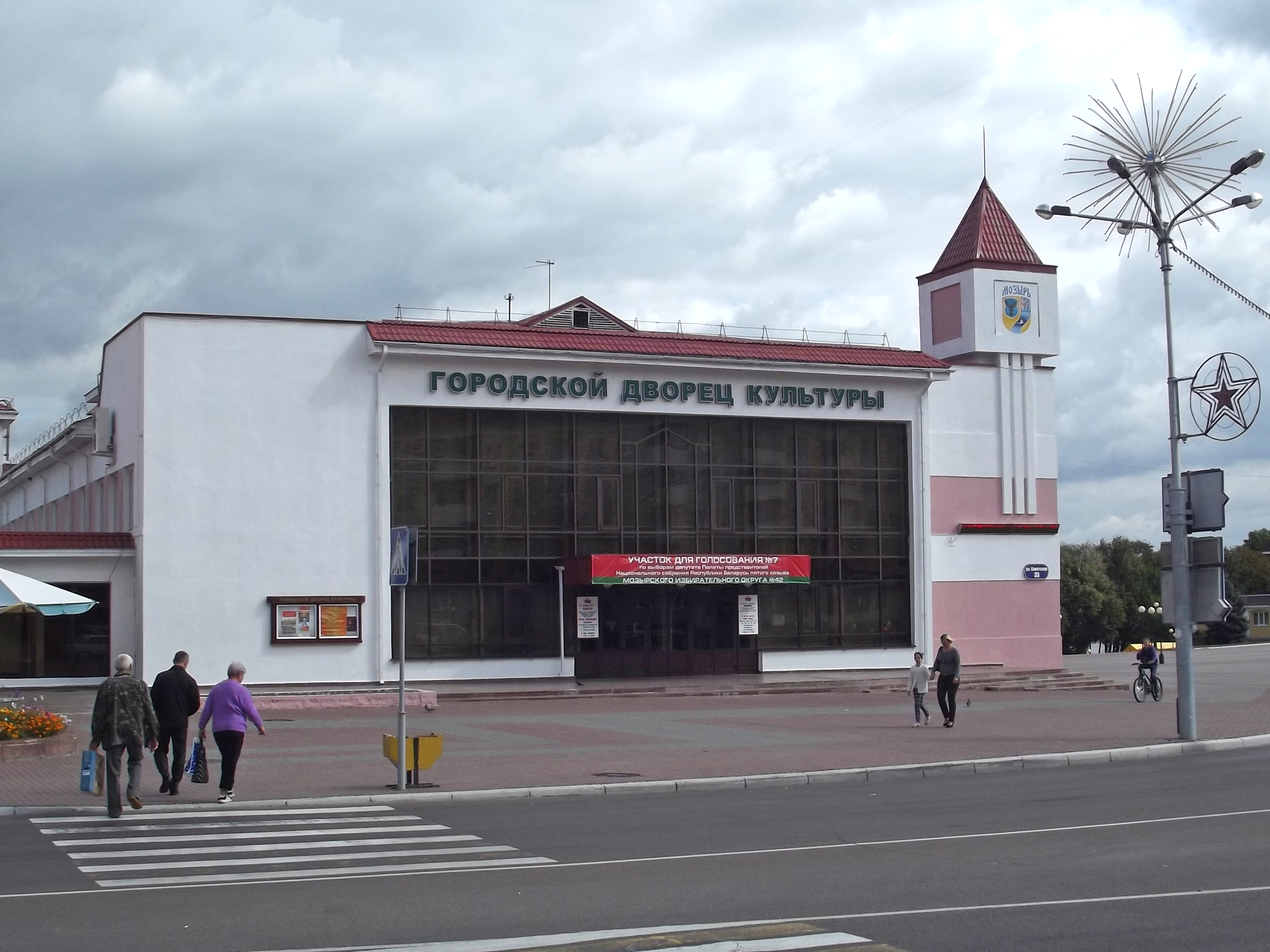
Городской Дворец культуры
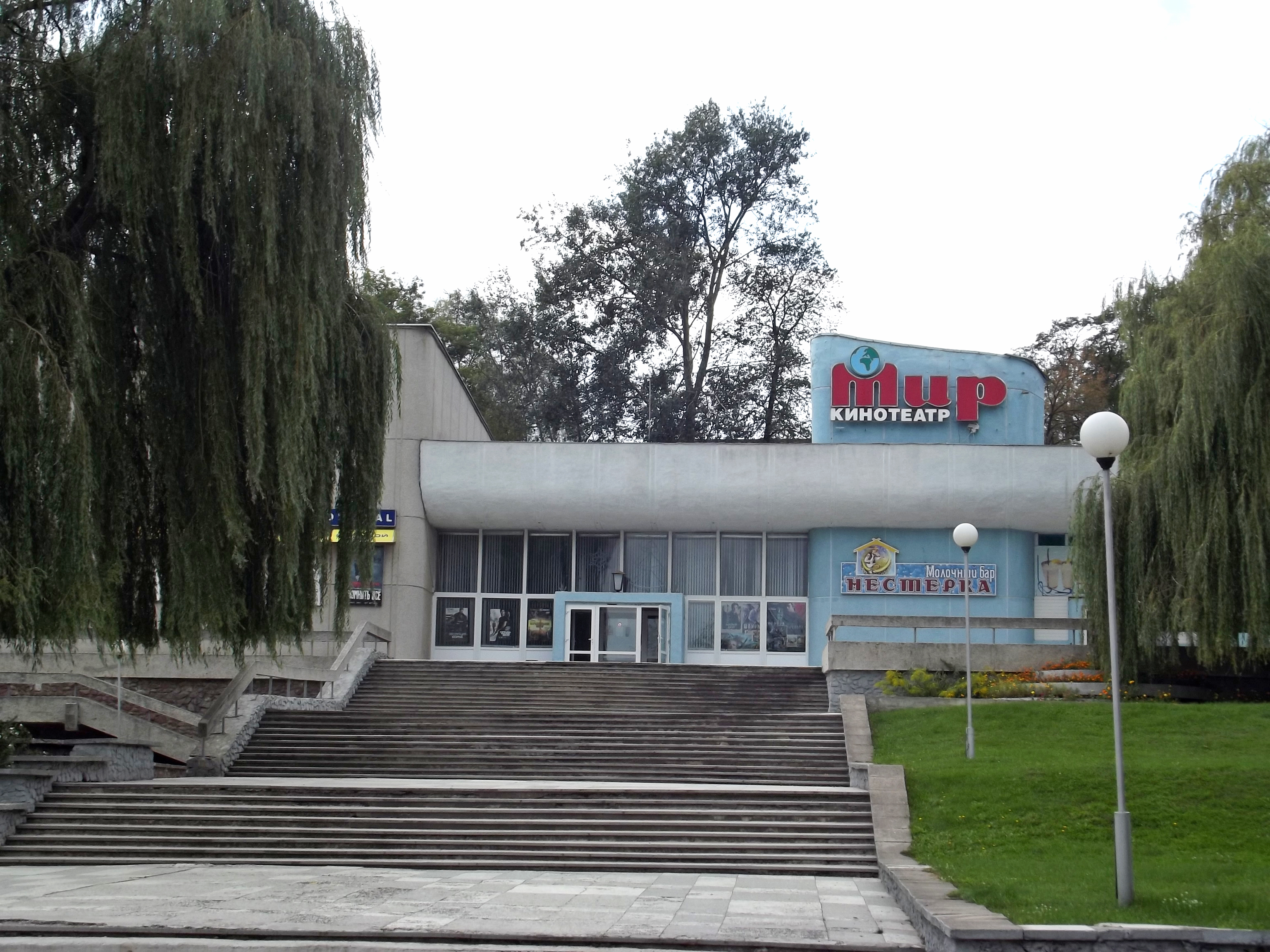
Кинотеатр «Мир»
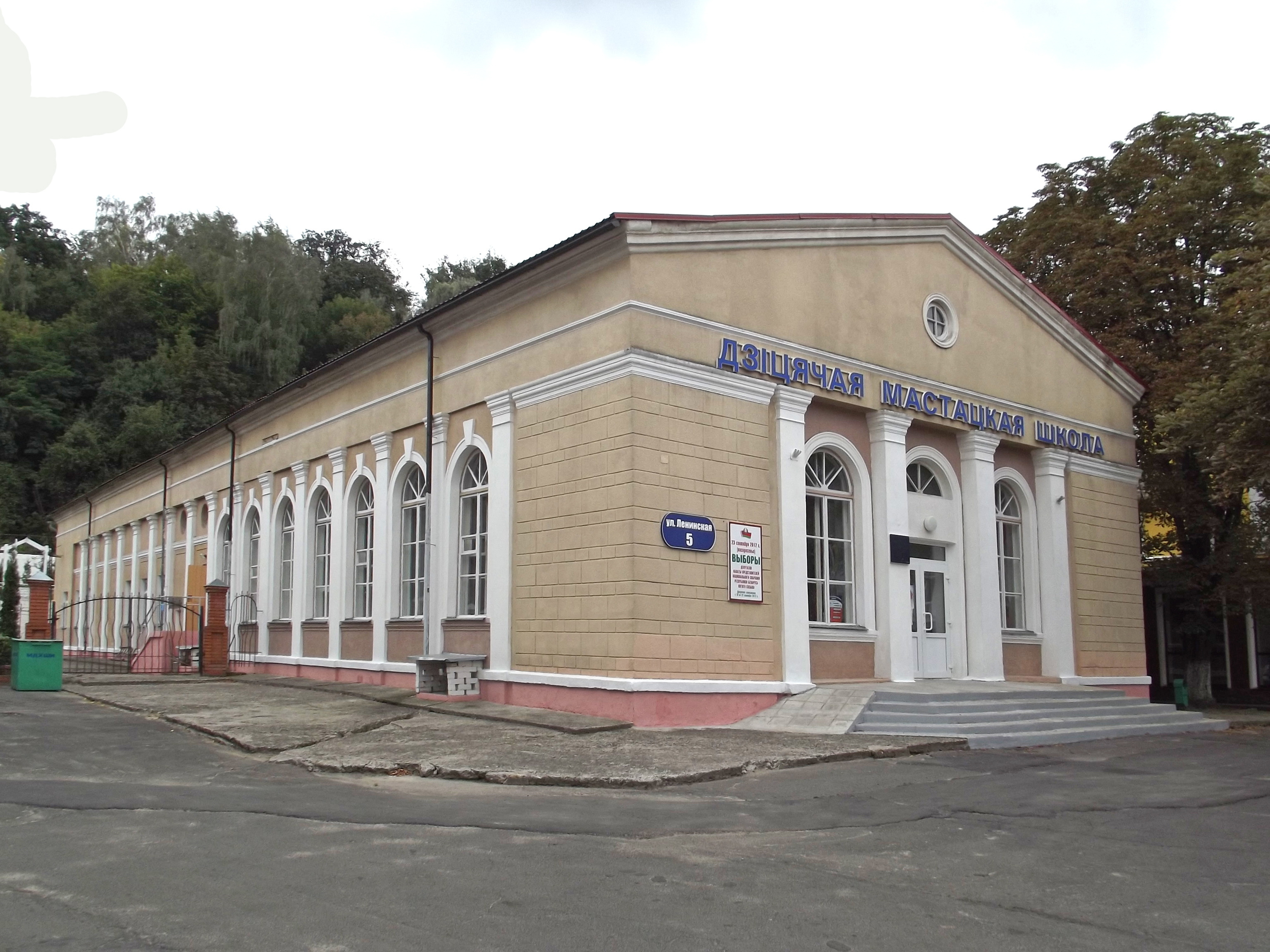
Художественная школа

## События и мероприятия
- МФЮТ «Земля под белыми крыльями»[50].
- В 2001 году прошёл республиканский фестиваль «Дажынкi».
- 10 июня 2019 года Мозырь принял эстафету огня II Европейских игр.
- В 2020 году прошёл областной фестиваль «Дажынкi».
- 24-26 июня 2021 года прошёл культурно-спортивный фестиваль «Вытокі. Крок да Алiмпу».
- 9 сентября 2023 года — открытый чемпионат и Кубок Беларуси по маунтинбайку[51].
- 17 сентября 2023 года — Мозырь отметил 868-летие и День народного единства.
- В 2024 году Мозырь отмечает 869-летие[20].

## Достопримечательности
- Замковая гора.
- Кафедральный собор Святого Архангела Михаила и монастырский жилой корпус (основан в 1645 году как монастырь бернардинцев).
- Костёл Святого Михаила Архангела, основан в 1743 году.
- Новоапостольская церковь (открыта 23 августа 1997 года и расположена по ул. Ульяновской напротив СШ № 14).
- Свято-Никольская церковь.
- Георгиевская церковь (в 2006 году уничтожена в результате пожара. На этом месте построен новый каменный храм).
- Здание бывшей детской больницы.
- Бывший городской особняк, ул. Рыжкова, 11 —  Историко-культурная ценность Республики Беларусь, шифр 312Г000861
- Аллея ко Дню народного единства (17.09.2022). На Кургане Славы.

### Памятник, скульптура
- Мемориальный комплекс «Курган славы» был открыт в 1967 году. «Курган Славы» — это многокомпозиционное сооружение: 45-метровая стела, куб на гранитном постаменте с гаубицей образца 1938 года, захоронение воинов Советской армии и партизан Полесского партизанского соединения, погибших при освобождении Мозыря в 1944 году.
- Памятник В. И. Ленину.
- Памятник В. З. Хоружей.
- Артиллерийское орудие. В центре города в парковой зоне на набережной Припяти установлена зенитная самоходная артиллерийская установка 37 калибра. Это напоминание о подвиге воинов-зенитчиц 546-го зенитно-артиллерийского полка
- Памятник-самолёт МиГ-17
- Мемориальный знак жертвам Чернобыля (напротив райисполкома)
- Мемориальная доска в честь Героя Советского Союза П. С. Жукова (2016)[52]
- Мемориальная доска в честь И. Д. Ветрова (2022)
- Мемориальная доска в честь Героев Советского Союза А. А. Рыжкова, В. С. Нежнова (2023)

### Утраченное наследие
- Мозырский замок
- Памятник-бюст императору Александру II. Установлен в 1914 году.

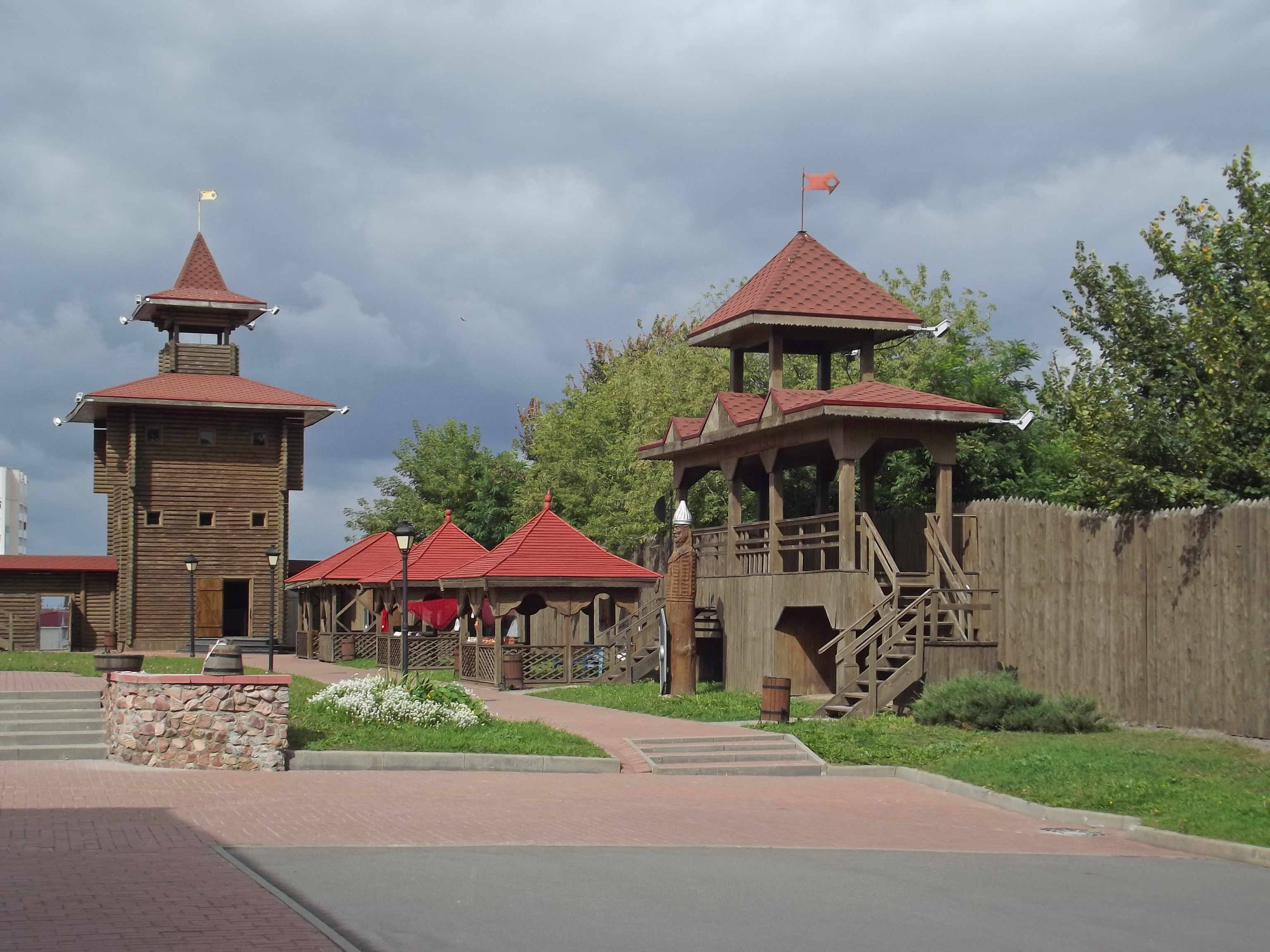
Замковая гора
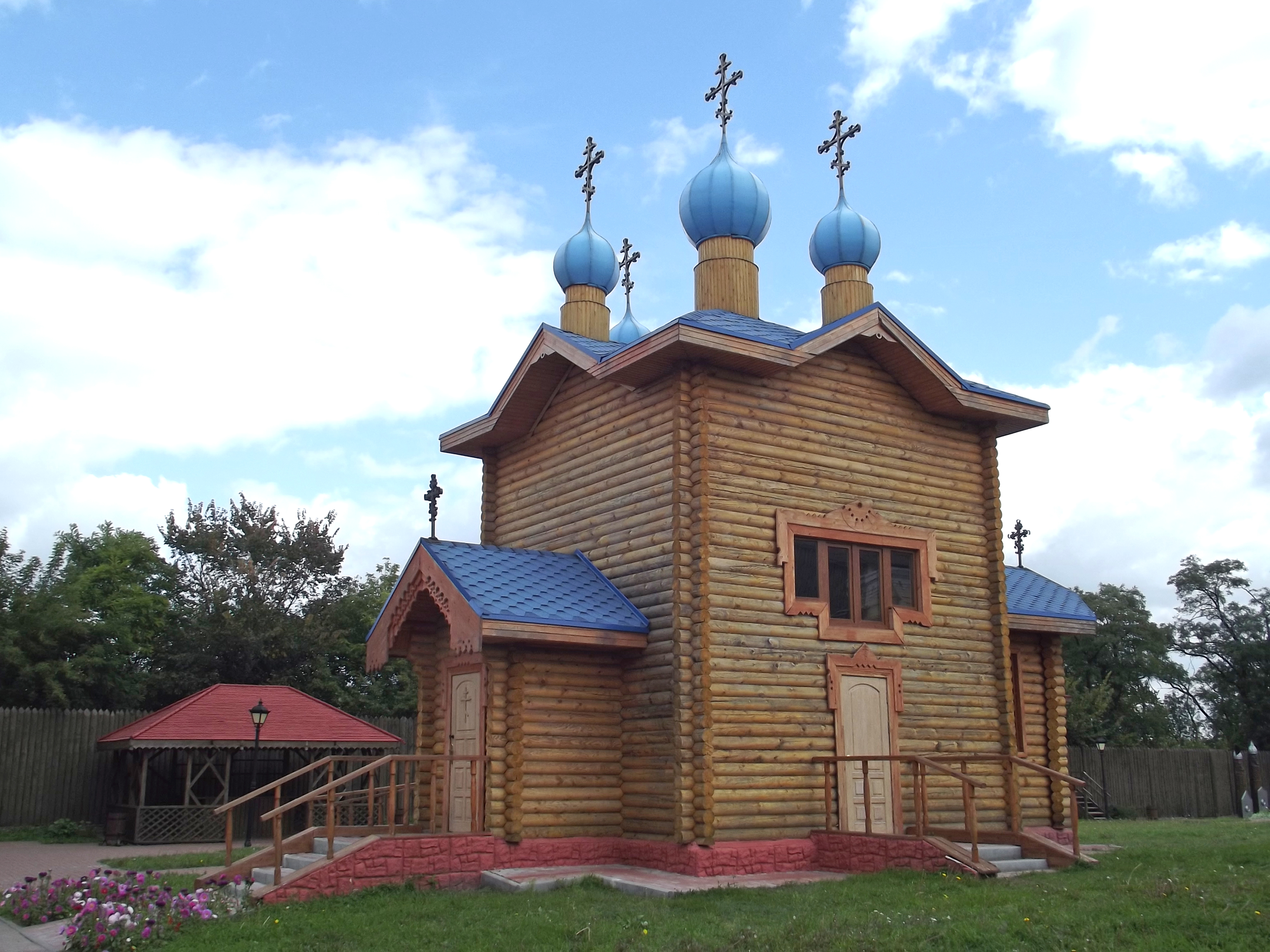
Деревянная церковь
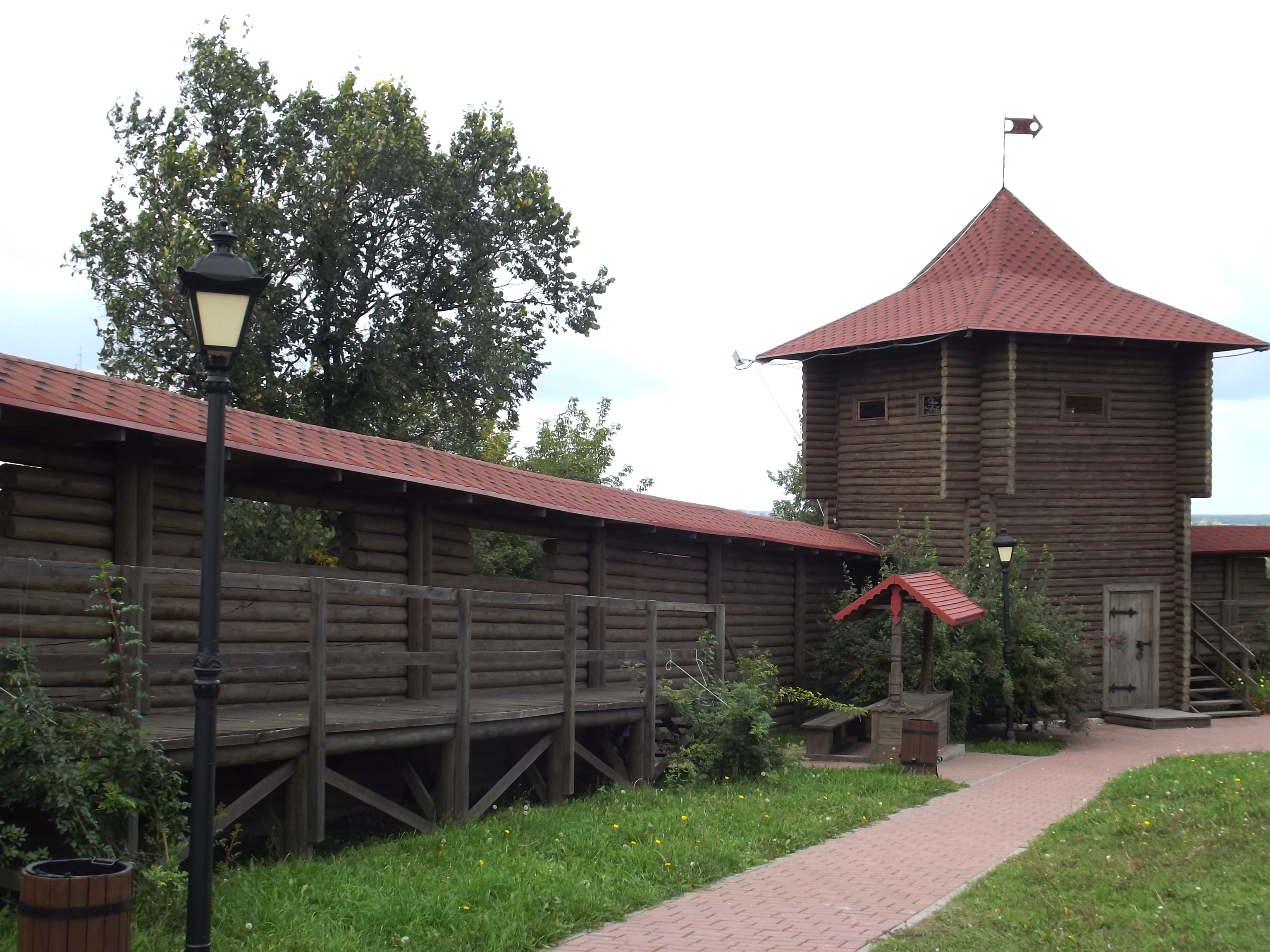
Городские укрепления
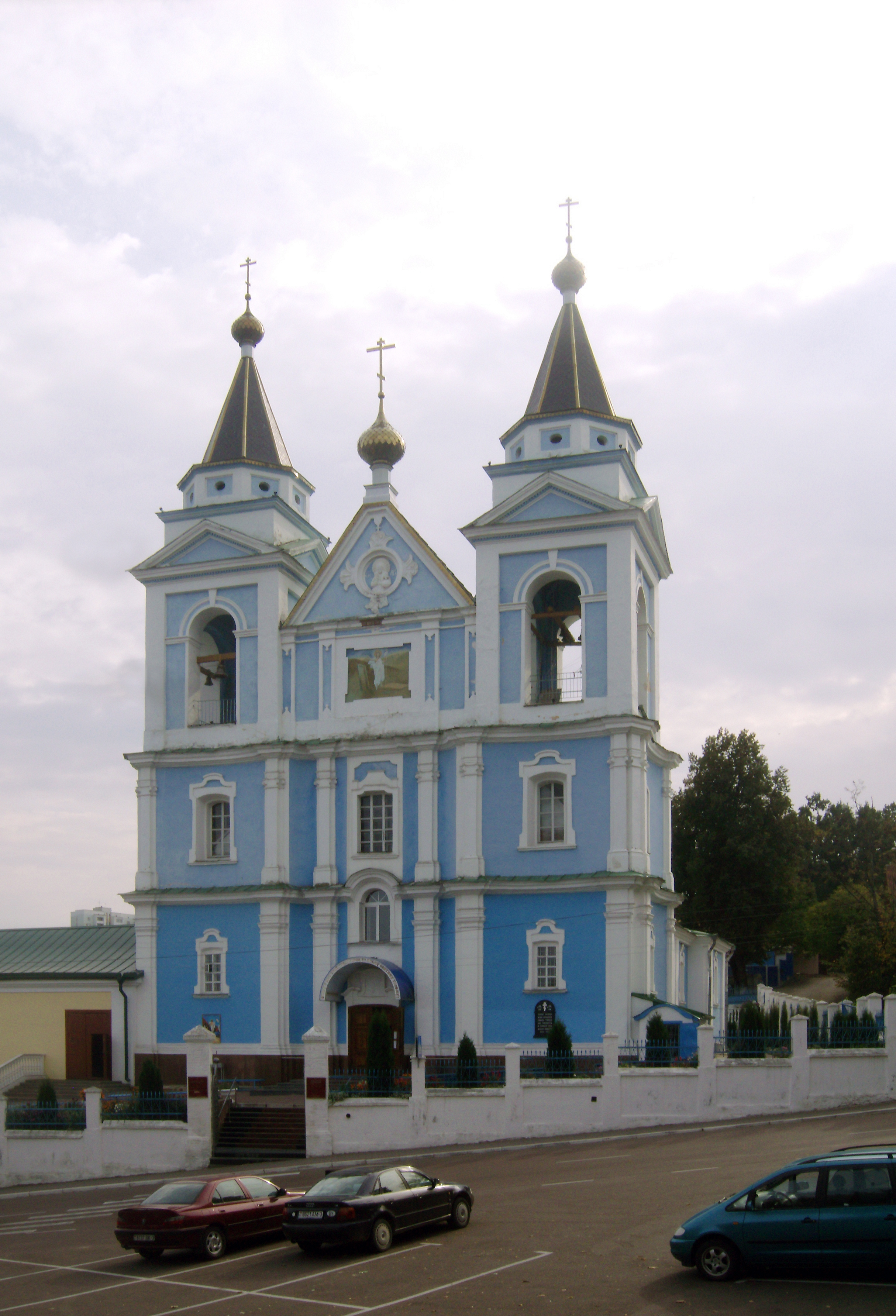
Кафедральный собор Святого Архангела Михаила
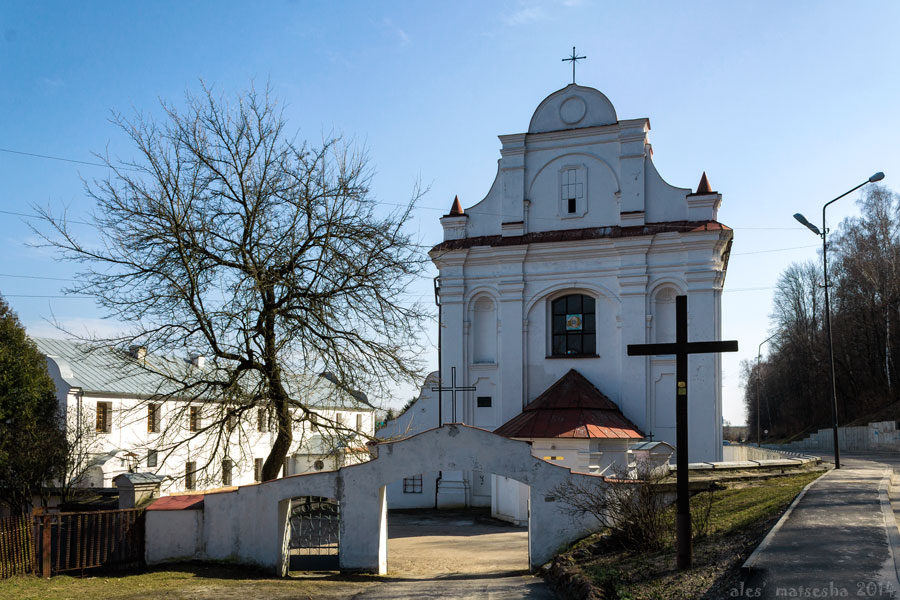
Костёл Святого Михаила и монастырь цистерцианок
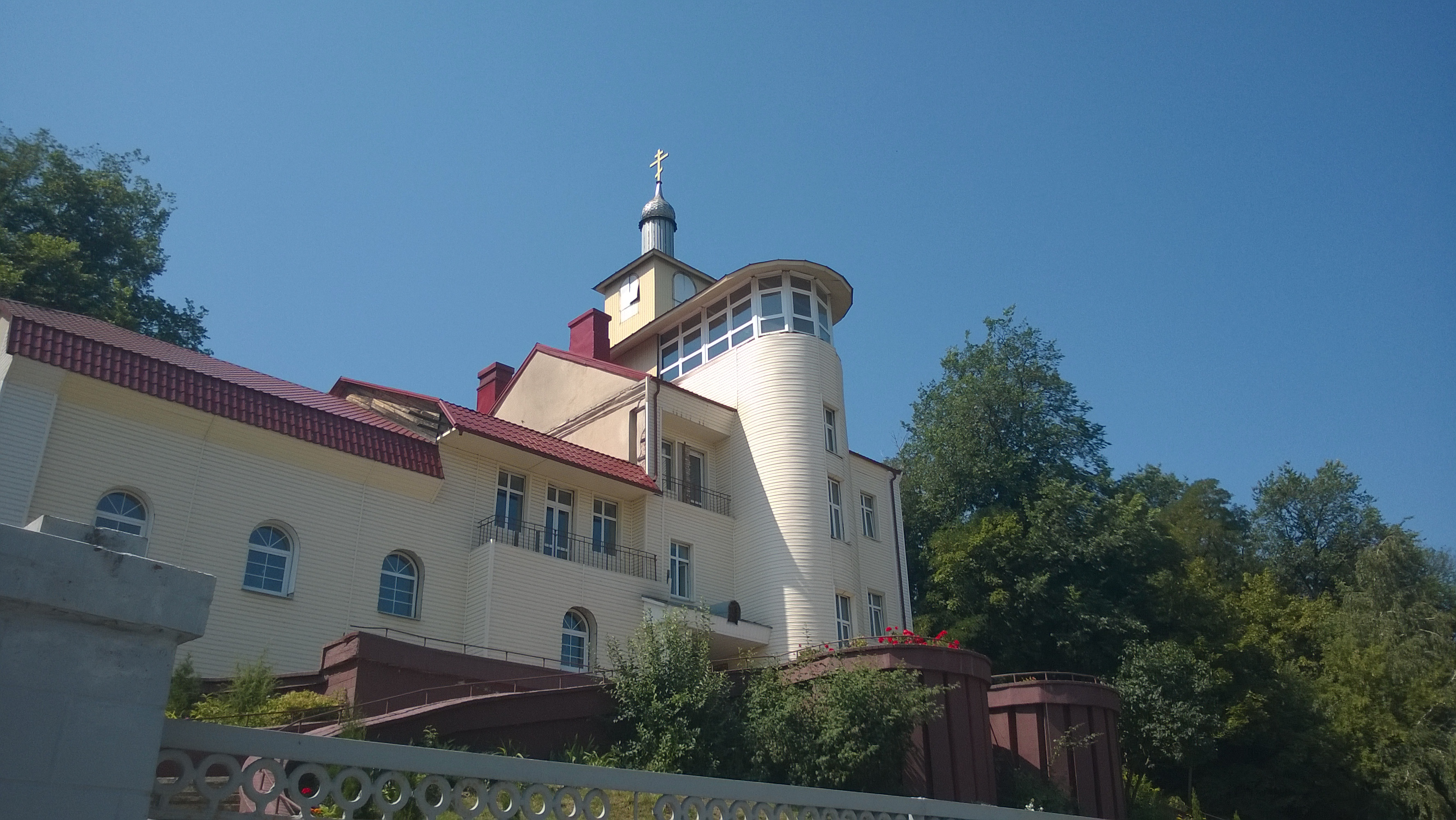
Свято-Николаевская церковь

## Мозырь в кино
- В Мозыре в 1969-70 годах снимали фильм «Нечаянная любовь»[53] режиссёра Иосифа Шульмана
- Обратный отсчет. Корона царя Сайтаферна, или Привет Лувру из Мозыря на YouTube
- В 1958 году в городе и его окрестностях проходили съёмки фильма «Девочка ищет отца» 1959 г., режиссёра Льва Голуба
- В американском фильме 2019 года «План побега 3» с Сильвестром Сталлоне в главной роли одно из действий происходит в городе Мозырь.

## Спорт
Основные спортивные объекты:
- Бассейн
- 3 стадиона
- Горнолыжный комплекс «Мозырь»
- Школа олимпийского резерва Республики Беларусь
- Физкультурно-оздоровительный центр «Полесье-Арена»

В плане строительство Ледового дворца и аквапарка.
Местная футбольная команда — «Славия-Мозырь», волейбольная команда — МНПЗ «Жемчужина Полесья».
В 2019 году был реконструирован городской бассейн.

## СМИ
В кабельной сети функционирует местный телеканал «ТКМ».
Издаётся газета «Жыццё Палесся».

## Международное сотрудничество
Города-побратимы
- Егорьевск, Россия[57]
- Северодвинск, Россия
- Страконице, Чехия (до 1990 года)[58][59]
- Коростень, Украина
- Харцызск, Украина
- Хойнице, Польша
- Йокосука, Япония
- Сюйчжоу, КНР[60]

Прекращено сотрудничество
- Коростень, Украина

## Почётные граждане
Ниже представлен список обладателей звания «Почётный гражданин города Мозырь»:
- Алексеевский Евгений Евгеньевич (1906—1979) — советский государственный и хозяйственный деятель, награждён орденами Ленина, Герой Социалистического Труда.
- Артёменко Ольга Григорьевна (род. 1951) — заместитель председателя Мозырского районного совета ветеранов, секретарь Мозырского районного комитета КПБ.
- Баранов Алексей Самсонович (род. 1953) — директор ОАО «Мозырьтехсервис».
- Бобр Александр Григорьевич — ветеран труда, краевед.
- Боженков Юрий Николаевич (род. 1970) — директор КСУП «Слободское им. Ленина».
- Борисов Михаил Владимирович (1923—2012) — советский лётчик, Герой Советского Союза.
- Борунов Алесей Валентинович (род. 1976) — педагог дополнительного образования ГУО «Центр юных пожарных г. Мозыря».
- Ветров Иван Дмитриевич (1905—1986) — советский государственный и военный деятель, один из организаторов и руководителей партизанского движения в годы Великой Отечественной войны.
- Викентьев, Казимир Францевич (1910—1994) — участник Великой Отечественной войны, награждён: орденом Ленина, орденом Отечественной войны 1 степени, орденом Александра Невского, орденом Красной Звезды.
- Галицкий Геннадий Николаевич (род. 1962) — старший тренер национальной команды по гребле на байдарках.
- Галко Владимир Никитович (1923—2009) — нефтяник, Герой Социалистического Труда, участник Великой Отечественной войны.
- Гончар Григорий Федосович (род. 1932) — государственный и хозяйственный деятель.
- Дворник Владимир Андреевич (род. 1963) — председатель Мозырского районного исполнительного комитета (2009—2010), председатель Гомельского областного исполнительного комитета (2010—2019 г.г.), директор ОАО «Мозырьсоль».
- Зборовский Александр — заместитель директора КСУП «Футбольный клуб „Славия-Мозырь“», руководитель Мозырского отделения «Приорбанк» ОАО[65].
- Зубовский Анатолий Степанович (род. 1946) — директор концерна «Славнефтепродукт», председатель Совета директоров ФК «Славия».
- Каплан Юрий Ошерович — директор КУП «Телеканал „Мозырь“».
- Киринский Геннадий Григорьевич — директор ООО «Агроинторг».
- Коблов Григорий Петрович (1898—1988) — генерал Советской Армии, командир 14-й «Мозырской кавалерийской дивизии».
- Красюк Николай Дмитриевич — директор ЗАО «Партнер и К».
- Куприянов Анатолий Александрович (род. 1949) — генеральный директор ОАО «Мозырский нефтеперерабатывающий завод» (1996—2016).
- Литвинчук Артур Сергеевич (род. 1988) — победитель и бронзовый призёр XXIX Олимпийских игр 2008 года в Пекине (Китай).
- Литвинчук Марина Викторовна (род. 1988) — бронзовый призёр Олимпийских игр в байдарке-четверке.
- Малофеев Анатолий Александрович (1933—2022) — советский и белорусский партийный деятель.
- Махнева Маргарита Григорьевна (род. 1992) — бронзовый призёр Олимпийских игр, чемпион мира, Европы и Европейских игр, заслуженный мастер спорта Республики Беларусь.
- Павлов Виталий Петрович (род. 1970) — генеральный директор ОАО «Мозырский нефтеперерабатывающий завод».[66]
- Петрушенко Роман Иванович (род. 1980) — победитель и бронзовый призёр XXIX Олимпийских игр 2008 года в Пекине (Китай).
- Попкова Лариса Алексеевна — начальник отдела образования, спорта и туризма Мозырского районного исполнительного комитета.
- Лепешко (Попок) Надежда Михайловна (род. 1989) — бронзовый призёр Олимпийских игр, чемпион мира, Европы, заслуженный мастер спорта Республики Беларусь.
- Потоцкая Галина Константиновна (1923—2012) — участница Великой Отечественной войны, освободительница г. Мозыря, награждена орденом Отечественной войны 1 степени.
- Руденко Елена — педагог дополнительного образования УО «Мозырский центр творчества детей и молодежи».
- Савчик Михаил Владимирович (род. 1946) — к.с.н., ветеран труда, председатель Мозырского районного исполнительного комиета (1991—2007)[67].
- Семенюк Наталья — директор ОАО «Мозырская торговая компания „Полесье“».
- Соболев Александр Александрович — ветеран труда, генеральный директор ОАО «Мозырский домостроительный комбинат»[68].
- Чобонян Воскан Айказович — предприниматель, общественный деятель, меценат.
- Шантарович Владимир Владимирович — белорусский тренер по гребле на байдарках и каноэ, заслуженный тренер БССР (1982).
- Финберг Михаил Яковлевич (1947—2021) — руководитель оркестра, дирижёр, активный организатор джазовой жизни в Беларуси.
- Худенко Ольга Сергеевна (род. 1992) — серебряный призёр Олимпийских игр, чемпионка мира, Европы, заслуженный мастер спорта Республики Беларусь.
- Эльман Андрей Петрович (1903—1995) — заместитель председателя Полесского облисполкома (1949—1952), ректор Мозырского педуниверситета имени Н. К. Крупской (1952—1968).